# Clifford Jackaman
Clifford Thomas Jackaman, OBE (* 1906; † 1966) war ein britischer Brigadegeneral (Air Commodore) der Royal Air Force (RAF).

## Leben
Jackaman begann nach dem Schulbesuch im September 1920 eine Berufsausbildung an der Elektronik- und Funkschule (Electrical and Wireless School) auf dem Militärstützpunkt Flowerdown. Anschließend wurde er 1923 als Aircraftman in die RAF übernommen und durchlief als Senior Aircraftman und Lance Corporal die Mannschaftslaufbahn. Danach folgten Verwendungen als Corporal, Sergeant und Flight Sergeant in der Unteroffizierslaufbahn, in der er am 26. April 1938 Warrant Officer in der No. 80 Squadron RAF wurde. Am 12. Juni 1939 wechselte er in die Offizierslaufbahn der Fernmeldetruppe und erhielt am 10. August 1940 seine Beförderung zum Oberleutnant (Flying Officer). Als solcher fand er zwischen dem 12. September 1940 und dem 15. Juli 1943 Verwendung als Fernmeldeoffizier im Hauptquartier der Luftstreitkräfte im Mittleren Osten (RAF Middle East) und wurde dort am 10. August 1942 zum Hauptmann (Flight Lieutenant) befördert, wobei diese Beförderung auf den 12. Juni 1942 zurückdatiert wurde.
Am 15. Juli 1943 wurde er Fernmeldeoffizier im Hauptquartier der No. 13 Group RAF sowie am 2. November 1943 Fernmeldeoffizier im Hauptquartier der No. 12 Group RAF. Am 1. Oktober 1946 wurde er zum Major (Squadron Leader) befördert, wobei diese Beförderung am 25. Februar 1947 auf den 1. Juni 1945 zurückdatiert wurde. Nach seiner Beförderung zum Oberstleutnant (Wing Commander) am 1. Juli 1947 wurde er Stabsoffizier in der Funkabteilung des Luftwaffenstabes und am 3. Dezember 1948 Stabsoffizier für Fernmeldeplanung im Hauptquartier der Luftstreitkräfte in Westeuropa (Air Forces Western Europe). Am 1. Januar 1951 wurde ihm das Offizierskreuz des Order of the British Empire (OBE) verliehen.
Jackaman, der am 1. Juli 1955 zum Oberst (Group Captain) befördert wurde, war vom 21. Februar 1957 bis zum 14. November 1960 Stabsoffizier in der Telekommunikationsabteilung des Hauptquartiers der Alliierten Luftstreitkräfte der NATO in Mitteleuropa AAFCE (Allied Air Forces Central Europe). Er erhielt am 1. Juli 1960 seine Beförderung zum Brigadegeneral (Air Commodore) und war zuletzt zwischen dem 14. November 1960 und dem 1. Januar 1963 Leitender Technischer Stabsoffizier STSO (Senior Technical Staff Officer) im Hauptquartier der Luftstreitkräfte in Deutschland (RAF Germany).